# Seppe Smits
Sebastien 'Seppe' Smits (Wilrijk, 13 juli 1991) is een Belgische snowboarder, die gespecialiseerd is in de onderdelen big air, halfpipe en slopestyle.

## Levensloop
Smits ging een tijd naar het Sint-Jan Berchmanscollege in Westmalle.
Smits begon aan de sport op z'n negende en trainde samen met zijn broer, die echter na een zware knieblessure voorrang gaf aan zijn studies boven de snowboardcompetitie. Zelf is Smits vooral gevoelig voor schouderblessures. In de zomer gaat hij langdurig trainen in Nieuw-Zeeland, waar het dan immers winter is.
Op 18 februari 2007 won Smits voor het eerst een FIS-race, op het onderdeel slopestyle was hij de beste in het Servische Kopaonik. Zijn debuut in de wereldbeker maakte hij in het seizoen 2007/2008, hij werd in zijn debuutwedstrijd in Landgraaf 39e op de big air. Hij haalde zijn eerste podiumplaats tijdens een wereldbeker in het seizoen 2008/2009 toen hij derde werd op de big air in Stockholm. Op 10 november 2012 boekte hij, voor eigen publiek in Antwerpen, zijn eerste wereldbekerzege.
Tijdens de wereldkampioenschappen snowboarden 2009 veroverde Seppe Smits de zilveren medaille op het onderdeel big air. Hij moest enkel de ervaren Fin Markku Koski voor zich dulden. Op 15 januari 2011 behaalde hij de bronzen medaille op het WK Big Air in Barcelona, hij schoof later door naar de zilveren medaille nadat de Canadees Zach Stone gediskwalificeerd werd. Acht dagen later werd hij voor het eerst in zijn carrière wereldkampioen, op het onderdeel slopestyle.
Op de WSF wereldkampioenschappen snowboarden behaalde hij op 19 februari 2012 in Oslo een bronzen medaille. In Stoneham-et-Tewkesbury nam Smits deel aan de FIS wereldkampioenschappen snowboarden 2013. Op dit toernooi sleepte hij de bronzen medaille in de wacht op het onderdeel Big Air, op het onderdeel slopestyle werd hij uitgeschakeld in de kwalificaties. Tijdens de Olympische Winterspelen van 2014 in Sotsji werd Smits uitgeschakeld in de halve finales van de slopestyle.
Op de FIS wereldkampioenschappen snowboarden 2017 in de Spaanse Sierra Nevada werd de Belg wereldkampioen op het onderdeel slopestyle.

## Resultaten

### Olympische Winterspelen
| Jaar | Plaats | Resultaten     |
| ---- | ------ | -------------- |
| 2014 | Sotsji | 13e Slopestyle |

### Wereldkampioenschappen
| FIS  | FIS                    | FIS                                 |
| Jaar | Plaats                 | Resultaten                          |
| ---- | ---------------------- | ----------------------------------- |
| 2009 | Gangwon                | Big air · 22e Halfpipe              |
| 2011 | Barcelona              | Big air · Slopestyle · 26e Halfpipe |
| 2013 | Stoneham-et-Tewkesbury | Big air · 31e Slopestyle            |
| 2017 | Sierra Nevada          | Slopestyle                          |

| WSF  | WSF    | WSF        |
| Jaar | Plaats | Resultaten |
| ---- | ------ | ---------- |
| 2012 | Oslo   | Slopestyle |

### Wereldbeker
Eindklasseringen
| Seizoen   | Algm | HP  | BA    | SBS |
| --------- | ---- | --- | ----- | --- |
| 2007/2008 | 98e  | 95e | 21e   | –   |
| 2008/2009 | 57e  | 77e | 4e    | –   |
| 2009/2010 | 60e  | 21e | 50e   | –   |
| 2010/2011 | 18e  | 48e | 14e   | –   |
| 2011/2012 | 22e  | –   | 7e    | –   |
| 2012/2013 | 8e   | –   | Goud  | 15e |
| 2013/2014 | 36e  | –   | –     | 9e  |
| 2014/2015 | 15e  | –   | Goud  | –   |
| 2015/2016 | 8e   | –   | Brons | 8e  |
| 2016/2017 |      | –   | Brons |     |

Wereldbekerzeges
| Datum            | Plaats     | Onderdeel  |
| ---------------- | ---------- | ---------- |
| 10 november 2012 | Antwerpen  | Big Air    |
| 20 december 2014 | Istanboel  | Big Air    |
| 27 januari 2017  | Seiser Alm | Slopestyle |
| 16 maart 2019    | Quebec     | Big Air    |